# Gerhard Königsrainer
Gerhard Königsrainer (Merano, 16 marzo 1968) è un ex sciatore alpino italiano.

## Biografia
Gigantista puro originario di Cermes, Königsrainer debuttò in campo internazionale in occasione dei Mondiali juniores di Bad Kleinkirchheim 1986; in Coppa del Mondo ottenne il primo piazzamento di rilievo il 23 marzo 1993 a Oppdal (19º) e l'anno dopo ai XVIII Giochi olimpici invernali di Lillehammer 1994, sua unica presenza olimpica, si classificò 10º posto. Ai Mondiali di Sierra Nevada 1996, sua prima presenza iridata, non completò la prova; conquistò l'ultima vittoria in Coppa Europa il 12 dicembre 1996 a Kranjska Gora e ottenne il miglior piazzamento in Coppa del Mondo il 5 gennaio 1997 nella medesima località (4º). Ai successivi Mondiali di Sestriere 1997, sua ultima presenza iridata, si piazzò 13º.
Ottenne l'ultimo podio in Coppa Europa il 6 febbraio 1999 a Zwiesel (2º) e in quella stagione si aggiudicò la classifica di specialità nel circuito continentale. Si ritirò al termine di quella stessa stagione 1998-1999: prese per l'ultima volta il via in Coppa del Mondo il 27 febbraio a Ofterschwang, senza completare la prova, e la sua ultima gara fu lo slalom gigante dei Campionati italiani 1999, disputato il 27 marzo a Campo Felice/Campo Imperatore/Ovindoli e non completato da Königsrainer.

## Palmarès

### Coppa del Mondo
- Miglior piazzamento in classifica generale: 46º nel 1994

### Coppa Europa
- Miglior piazzamento in classifica generale: 8º nel 1999
- Vincitore della classifica di slalom gigante nel 1999
- 6 podi (dati dalla stagione 1994-1995):
  - 1 vittoria
  - 2 secondi posti
  - 3 terzi posti

#### Coppa Europa - vittorie
| Data             | Località      | Paese    | Specialità |
| ---------------- | ------------- | -------- | ---------- |
| 12 dicembre 1996 | Kranjska Gora | Slovenia | GS         |

Legenda:

GS = slalom gigante

### Campionati italiani
- 3 medaglie[1]:
  - 2 ori (slalom gigante nel 1993; slalom gigante nel 1997)
  - 1 argento (slalom gigante nel 1996)